# Lilian Thuram
Lilian Thuram (ur. 1 stycznia 1972 w Pointe-à-Pitre w Gwadelupie) – francuski obrońca pochodzenia gwadelupskiego. Karierę piłkarską musiał zakończyć po wykryciu u niego choroby serca. Jego dwaj synowie - Marcus (ur. 6 sierpnia 1997) i Khéphren (ur. w styczniu 2001) - też są piłkarzami.

## Kariera
Lilian Thuram rozpoczął swoją przygodę z futbolem w AS Monaco, gdzie grał przez 6 sezonów. W 1996 roku kupiła go AC Parma, a 5 lat później – Juventus F.C. Początki w nowych barwach były dla niego trudne, ale z czasem jego forma osiągnęła przyzwoity poziom. Thuram preferował grę na środku defensywy, podczas gdy trener Marcello Lippi narzucał mu rolę bocznego obrońcy.
Sytuacja ta zmieniła się wraz z objęciem posady trenera przez Fabio Capello. Jako reprezentant Francji Thuram dwukrotnie wznosił zwycięskie puchary – najpierw w Mistrzostwach Świata w 1998 roku oraz 2 lata później w Mistrzostwach Europy. Zdobył srebrny medal na mistrzostwach świata w Niemczech w 2006. W 2006 roku, po spadku Juventusu do Serie B przeszedł na zasadzie transferu łączonego razem z Gianlucą Zambrottą do FC Barcelona. W 2008 roku podczas testów medycznych w Paris Saint Germain wykryto u niego wadę serca taką samą, przez którą kilka lat wcześniej zmarł jego brat. Z tego powodu 1 sierpnia 2008 oficjalnie ogłosił zakończenie kariery piłkarskiej. Jako reprezentant kraju rozegrał 142 mecze (ówczesny rekord, pobity w 2022 roku przez Hugo Llorisa) i strzelił dwie bramki. Obydwa gole dla reprezentacji strzelił w meczu z Chorwacją w 1998 roku wygranym przez Francję 2:1. Chorwaci zdobyli swoją bramkę po błędzie Liliana Thurama, który następnie dwa razy umieścił piłkę w bramce Dražena Ladicia.

## Sukcesy
- 2 razy mistrzostwo Włoch (2002, 2003)
- Puchar Włoch (1999)
- 3 razy Superpuchar Włoch (1999, 2002, 2003)
- Puchar UEFA (1999)
- Mistrzostwo Świata (1998)
- Mistrzostwo Europy (2000)
- Puchar Francji (1991)
- Puchar Konfederacji (2003)
- Mistrzostwa Świata 2006 (drugie miejsce)